# Forêt classée de Péni
Der Forêt classée de Péni ist ein 1200 ha großes Naturschutzgebiet der Provinz Houet im Südwesten Burkina Fasos. Es liegt südlich der Stadt Bobo-Dioulasso an der Straße nach Banfora nahe der Ortschaft Péni und umfasst Wälder, Savannen und Felsformationen der Chaîne de Banfora.
Koordinaten: 10° 56′ 15,7″ N, 4° 29′ 1″ W